# Campionati del mondo di ciclocross 2020 - Gara maschile Junior
La quarantaduesima edizione della gara maschile Junior dei Campionati del mondo di ciclocross 2020 si svolse il 2 febbraio 2020 con partenza ed arrivo da Dübendorf in Svizzera, su un percorso iniziale di 100 mt più un circuito di 3,15 km da ripetere 4 volte per un totale di 12,7 km. La vittoria fu appannaggio del belga Thibau Nys, il quale terminò la gara in 38'50", alla media di 19,615 km/h, precedendo i connazionali Lennert Belmans e Emiel Verstrynge terzo.
I corridori che presero il via da Dübendorf furono 66, mentre coloro che tagliarono il traguardo furono 64.

## Squadre partecipanti
| N.    | Cod. | Squadra       |
| ----- | ---- | ------------- |
| 2-6   | GBR  | Gran Bretagna |
| 8-13  | BEL  | Belgio        |
| 15-20 | CZE  | Cechia        |
| 21-25 | ITA  | Italia        |
| 29-32 | SUI  | Svizzera      |
| 33-39 | NLD  | Paesi Bassi   |
| 41-46 | ESP  | Spagna        |
| 48-52 | FRA  | Francia       |
| 54-56 | DNK  | Danimarca     |
| 57-60 | USA  | Stati Uniti   |

| N.    | Cod. | Squadra     |
| ----- | ---- | ----------- |
| 61-64 | GER  | Germania    |
| 65-68 | LUX  | Lussemburgo |
| 69-70 | SWE  | Svezia      |
| 71    | SVK  | Slovacchia  |
| 72-73 | JPN  | Giappone    |
| 74-75 | CAN  | Canada      |
| 76-78 | POL  | Polonia     |
| 79    | IRL  | Irlanda     |
| 80    | AUT  | Austria     |

## Ordine d'arrivo (Top 10)
| Pos. | Corridore               | Squadra     | Tempo   |
| ---- | ----------------------- | ----------- | ------- |
| 1    | Thibau Nys              | Belgio      | 38'50"  |
| 2    | Lennert Belmans         | Belgio      | a 31"   |
| 3    | Emiel Verstrynge        | Belgio      | a 38"   |
| 4    | Dario Lillo             | Svizzera    | a 54"   |
| 5    | Tibor del Grosso        | Paesi Bassi | a 1'08" |
| 6    | Marco Brenner           | Germania    | a 1'13" |
| 7    | Jente Michels           | Belgio      | a 1'29" |
| 8    | Florian Richard Andrade | Francia     | a 1'34" |
| 9    | Rory McGuire            | Regno Unito | a 1'37" |
| 10   | Andrew Strohmeyer       | Stati Uniti | a 1'39" |